# Маргарита Тюдор
Маргари́та Тюдор (англ. Margaret Tudor; 28 ноября 1489, Лондон — 18 октября 1541[…], Замок Метвен) — английская принцесса, впоследствии — королева Шотландии, супруга короля Якова IV из династии Стюартов. После гибели Якова в битве с англичанами при Флоддене в 1513 году Маргарита стала регентом при их малолетнем сыне, Якове V, в период с 1513 по 1515 год.
Маргарита была старшей из дочерей английского короля Генриха VII и королевы Елизаветы Йоркской. Её старший брат наследный принц Артур умер в юношеском возрасте. Младший же, Генрих, стал одним из самых знаменитых монархов Англии. Однако их отношения с Генрихом не были тёплыми и доверительными. С младшей сестрой Марией у неё не было совершенно ничего общего. Впоследствии потомки этих трёх отпрысков Генриха VII и Елизаветы Йоркской будут чуть не целый век бороться за английский трон друг против друга.
Из всех детей Маргариты от трёх браков достигли зрелости только двое: Яков V Стюарт (сын от первого замужества с королём Яковом IV) и Маргарита Дуглас (дочь от второго замужества с графом Ангусом). В 1565 году Мария Стюарт (дочь Якова V) и Генри Дарнли (сын Маргариты Дуглас) поженились, и в следующем году у них родился сын, Яков VI Стюарт. Маргарита Тюдор приходилась ему прабабкой как по линии отца, так и по линии матери. В 1567 году он стал королём Шотландии. Когда в 1603 году племянница Маргариты королева Англии Елизавета I Тюдор скончалась бездетной, Яков VI Стюарт унаследовал и английский трон, став королём обоих государств.

## Биография

### Ранние годы
Маргарита была старшей дочерью и вторым ребёнком короля Генриха VII Тюдора и королевы Елизаветы Йоркской. Первенцем и наследником королевской четы был принц Артур, родившийся в 1486 году. Когда весной 1489 года стало известно о второй беременности королевы, Генрих VII, надеясь, что это будет ещё один сын, запланировал ряд торжественных мероприятий, чтобы отпраздновать рождение ребёнка и продемонстрировать стабильность и мощь династии Тюдоров. В середине октября состоялось открытие парламента, а 31 октября, в канун Дня Всех Святых в Вестминстерском дворце была проведена пышная церемония, предварявшая уединение королевы перед родами. Там, 28 ноября, в специально подготовленных для неё покоях, Елизавета родила дочь. День спустя принцессу крестили в церкви Святой Маргариты; её назвали в честь бабушки, леди Маргарет Бофорт, ставшей её крёстной матерью. Впоследствии леди Бофорт принимала деятельное участие в воспитании и устройстве судьбы своей внучки. Крёстным отцом стал архиепископ Кентерберийский Джон Мортон. В тот же день её старший брат Артур был провозглашён принцем Уэльским.
Вскоре после рождения Артура для него, как для наследника, был выделен замок для проживания, организован собственный двор и подобран штат прислуги. Однако крайне мало известно о том, где Маргарита провела первые годы жизни. Вероятно, она оставалась с матерью, в случае необходимости переезжая из дворца во дворец вместе с кормилицей Элис Дейви и качальщицами колыбели Энн Мэйленд, Марджери Гоуэр и Элис Байуимбл. Принцесса росла здоровым и крепким ребёнком.
В 1491 году у Тюдоров родился третий ребёнок, принц Генрих, и некоторое время спустя основным домом для младших детей стал Элтемский дворец, а старшей гувернанткой была назначена одна из фрейлин королевы, леди Элизабет Дентон. В последующие годы к Генриху и Маргарите присоединились принцессы Елизавета и Мария и принц Эдмунд. У каждого из детей был свой штат прислуги и наставников, хотя девочки порой занимались с учителями своего брата Генриха. Среди наставников Маргариты были такие учёные и гуманисты как Томас Линакр, Джон Колет и Уильям Гросин. Но основам письма и чтения Генриха, Маргариту и Марию, скорее всего, обучала королева Елизавета. В дальнейшем Маргарита выучила латынь и французский язык, хотя она и не была столь прилежна в занятиях как её братья Артур и Генрих. Она любила музыку и танцы, в её свите было несколько менестрелей. Королева Елизавета поощряла её интерес к музыке, и принцессе давали уроки игры на лютне и клавикорде. Среди бумаг короля Генриха сохранился счёт на 13 шиллингов и 4 пенса за покупку лютни для дочери.
Уже с детства Маргарита была вовлечена в активную жизнь королевского двора и принимала участие во всевозможных церемониалах и празднествах. Первый публичный выход принцессы состоялся на торжествах, сопутствующих присвоению титула герцога Йоркского её младшему брату, принцу Генриху. Произошло это в ноябре 1494 года, и после всех формальностей и ритуалов последовала череда рыцарских турниров. Первые два дня турниры проводились в честь принца Генриха, и пятилетняя Маргарита, присутствуя на них вместе с королём Генрихом VII и королевой Елизаветой, вручала победителям призы — золотые кольца с рубинами и бриллиантами. Финальный турнир, состоявшийся на третий день, был уже в честь самой принцессы Маргариты, что предопределило и упрочило её высокое положение при королевском дворе. Этим событиям предшествовало появление самозванца Перкина Уорбека, выдававшего себя за принца Ричарда, сына короля Эдуарда IV Йоркского. Масштабность и пышность празднований, а также присутствие и чествование на них королевских детей призваны были вновь подчеркнуть неоспоримость прав Тюдоров на трон и объявить остальным монаршим домам Европы о несостоятельности притязаний Уорбека.

### Помолвка с королём Шотландии Яковом IV
Брачные альянсы для своих старших детей Генрих VII Тюдор начинал планировать уже в первые годы их жизни. В 1489 году для принца Артура был заключён договор о помолвке с испанской инфантой Екатериной Арагонской, дочерью могущественных Католических королей — Фердинанда и Изабеллы. Посредством этого договора Генрих получил не только сильного союзника в извечном противостоянии с Францией, но и гарантию стабильности для своей династии. Для Маргариты он сперва замыслил помолвку с Кристианом, принцем Датским, однако вскоре обратился к другой кандидатуре для дочери. Когда ей исполнилось шесть лет, он предложил её в жёны Якову IV Стюарту, королю Шотландии, и 5 мая 1496 года начал переговоры об их браке. Однако переговоры осложнялись тем, что Яков открыто поддерживал Перкина Уорбека, претендента на английский престол, заявлявшего, что он спасшийся из Тауэра принц и законный наследник короля Эдуарда IV. Но при попытке вторгнуться в Англию осенью 1497 года Уорбек был захвачен в плен и отправлен в Тауэр, а ещё через два года казнён.
Фердинанд и Изабелла были заинтересованы в том, чтобы восстановить мир между двумя островными королевствами. Напряжённые отношения между Генрихом и Яковом угрожали безопасности их дочери Екатерины, свадьба которой с принцем Артуром постоянно откладывалась. Для возобновления переговоров о перемирии и возможном брачном контракте в Шотландию был отправлен испанский посланник, дон Педро де Айяла. На тот момент Маргарите было всего девять лет, но шотландцы настаивали, чтобы принцесса была доставлена к ним, как только это будет возможно. Однако Генрих не спешил соглашаться, а кроме того, королева Елизавета и леди Маргарет Бофорт решительно выступали против этого варианта. Леди Бофорт на собственном опыте познала тяжёлые последствия ранней беременности. Принимая во внимание скандальную репутацию Якова, у которого было несколько любовниц и внебрачных детей, они обе опасались, что он не станет долго ждать и подвергнет опасности здоровье Маргариты. Об этом Генрих VII сообщил де Айяле в ходе аудиенции, и посланник затем подтвердил в письме к Изабелле, что Маргарита действительно ещё не созрела для брачных отношений, и предложил пока сосредоточиться на англо-испанском союзе посредством брака Артура и Екатерины, который всё-таки был заключён в ноябре 1501 года.
Сразу же после свадебных торжеств в честь Артура и Екатерины король Англии возобновил переговоры с шотландскими посланниками: графом Ботвеллом, архиепископом Глазго и епископом Морейским. Они обсудили размер приданого Маргариты: Генрих обещал дать за ней 10 тысяч фунтов, Яков в свою очередь обязался выплачивать ей по тысяче шотландских фунтов в год, в придачу ей были выделены земли и замки, приносившие дополнительный годовой доход в размере 6 тысяч фунтов. В качестве вдовьей доли ей полагались замки и владения, которые традиционно были имуществом шотландских королев, включая дворец Линлитгоу, замок Стерлинг, ренту с Эттрикского леса, королевского угодья на англо-шотландской границе, и ежегодный доход в 2 тысячи фунтов. От папы римского было получено разрешение на брак, и 24 января 1502 года стороны подписали англо-шотландский договор о вечном мире. На следующий день в Ричмондском дворце состоялась свадьба по доверенности, на которой жениха представлял граф Ботвелл. Условились, что Маргарита отправится в Шотландию не раньше сентября 1503 года, однако уже с этого момента её следовало почитать королевой Шотландской. На последовавшем пиршестве она сидела за одним столом рядом с королевой Елизаветой Йоркской в знак признания, что теперь она ей равна по положению. В подтверждение нового статуса ей также были отведены личные покои в Вестминстере и Виндзоре. Празднования по случаю помолвки Маргариты были почти столь же роскошными и дорогостоящими, как и свадьба её брата Артура.

### Свадьба и семейная жизнь
Ещё до отъезда Маргариты королевскую семью постигли печальные события: в апреле из Ладлоу прибыли вести о смерти принца Артура, а менее чем через год, в феврале 1503 года, скончалась королева Елизавета Йоркская. В течение года после помолвки Маргариты королева особенно сблизилась с дочерью, занимаясь сборами и наставлениями, касательно её нового статуса. С весны 1503 года подготовкой к отправке внучки в Шотландию руководила леди Маргарет Бофорт, и уже в июле принцесса Маргарита выехала из Коллиуэстона в Эдинбург в сопровождении пышного свадебного кортежа, возглавляемого графом Сурреем. Её путешествие в Шотландию длилось тридцать три дня. В городах, через которые следовал кортеж, принцессу неизменно встречали зрелищными представлениями: в её честь устраивались пиры, танцы, мистерии, спортивные состязания и турниры. На границе королевств в Берике к английской свите Маргариты присоединились ещё около тысячи шотландских дворян, а в Далките принцессу неожиданно приветствовал король Яков, который должен был ожидать её в Эдинбурге. Уже при первой встрече между ними возникла симпатия, ещё больше усилившаяся после совместного музицирования на лютне и клавикорде.
За день до свадьбы жених и невеста совершили торжественный въезд в Эдинбург, сидя вместе верхом на одной лошади, а 8 августа 1503 года в Холирудском аббатстве состоялось венчание Якова IV и Маргариты, «Чертополоха и Розы», как романтически назвал молодую пару ведущий шотландский поэт эпохи Уильям Данбар. К алтарю принцессу вели граф Суррей и архиепископ Йоркский, графиня Суррей с помощью пажа несла её шлейф. Церемония венчания была совмещена с коронацией Маргариты, а затем весь оставшийся день длились пиры и танцы. Наутро после свадьбы, следуя традиции, принятой у шотландских королей, Яков преподнёс жене в дар Килмарнок, бург на юге королевства, а осенью они отправились в путешествие по тем владениям, что предназначались Маргарите как вдовья доля. При посещении замка Стерлинг Маргарита была ошеломлена, узнав, что он использовался как детская для семи незаконных детей Якова от его любовниц Марион Бойд, Маргарет Драммонд и Дженет Кеннеди. С последней он не прерывал связь и после того, как женился на Маргарите. Сведений о том, как на всё это реагировала юная королева, не сохранилось, однако через некоторое время дети были переселены из Стерлинга в другие дома. И всё же между супругами установились тёплые отношения, король был внимателен и щедр к Маргарите, не скупясь на подарки, наряды и драгоценности.
Первые три года после свадьбы прошли в светских развлечениях, однако вопрос о наследнике престола возник едва ли не сразу, так как в январе 1504 года внезапно умер младший брат Якова, Джеймс, герцог Росс, предполагаемый на тот момент наследник трона Шотландии. Скорее всего исполнение супружеских обязанностей откладывалось, так как забеременела Маргарита не ранее 1506 года. Её первенец, принц Джеймс, родился 21 февраля 1507 года. Два дня спустя он был крещён в Холируде, и его провозгласили принцем Шотландии и Островов, а также присвоили традиционный для наследника титул герцога Ротсея. Но сама Маргарита тяжело заболела после родов, и король отправился в паломничество к усыпальнице Святого Ниниана в Уитхорнском монастыре, чтобы помолиться о выздоровлении супруги. Маргарита выздоровела и вскоре снова забеременела, но маленький принц скончался 27 февраля 1508 года в замке Стерлинг, как и родившаяся в июле того же года дочь.
Тем временем в королевстве сложилась сложная политическая обстановка, ставившая под угрозу мир между Англией и Шотландией, достигнутый посредством брака Якова и Маргариты. Шотландский король продолжал принимать послов из Франции, что вызвало обеспокоенность в Англии, опасавшейся возобновления союза между Францией и Шотландией. Напряжение возросло, когда Генрих VII задержал родственника шотландского короля, графа Аррана, возвращавшегося из Франции, где он побывал с дипломатической миссией. Яков расценил это как оскорбление. Для урегулирования назревавшего конфликта в Шотландию был отправлен королевский капеллан Томас Уолси. По прибытии он был допущен на аудиенцию к королеве, к которой обратился с просьбой о помощи и содействии. Хотя король Яков пренебрежительно отнёсся к посланнику, тому всё-таки удалось добиться от него заверения, что англо-шотландский договор о мире не будет нарушен. Со своей стороны королева Маргарита справилась не столь успешно: она попыталась высказаться в защиту отца, однако это вызвало лишь всеобщее недоумение при шотландском дворе.
Тем не менее серьёзного кризиса удалось избежать, но 21 апреля 1509 года Генрих VII умер, и новым королём Англии стал младший брат Маргариты, Генрих VIII. Маргарита, ожидавшая в то время третьего ребёнка, теперь стала наследницей английского престола. Для Генриха VIII такой расклад был немыслимым, и положение усложнялось тем, что на тот момент он и его жена Екатерина Арагонская ещё не имели детей. Вскоре после коронации Генриха, 29 июня 1509 года, Яков IV подтвердил действительность договора о вечном мире, однако английский король не скрывал своих намерений относительно притязаний на французские территории. Осенью 1511 года Генрих присоединился к папской Священной лиге против Франции, и в ответ на это французский король Людовик XII уговорил Якова заключить в 1512 году новый альянс, по условиям которого каждая из сторон была обязана вступить в войну с Англией в случае её нападения на другую.

В условиях обострения англо-шотландских отношений королева Маргарита пыталась убедить Якова IV сохранять мир, но в 1513 году шотландский король вступил в войну с Англией и был убит в битве при Флоддене.

### Борьба за регентство
После смерти мужа Маргарита стала регентом Шотландии при своём годовалом сыне Якове V. Однако её английское происхождение, а также второй брак, заключённый в 1514 году с Арчибальдом Дугласом, 6-м графом Ангусом, восстановил против королевы большинство шотландских дворян. В результате в мае 1515 года пост регента был передан Джону Стюарту, герцогу Олбани, а Маргарита была вынуждена на время покинуть страну. В 1516 году Маргарита скрывалась четыре месяца в Морпетском замке. После её примирения с Олбани и возвращения в Шотландию она была восстановлена в своих владениях, но была лишена возможности видеться с сыном.
В период правления герцога Олбани Маргарита, в основном, находилась в оппозиции к профранцузской политике регента. Однако в то же время она не была и агентом влияния английского короля в Шотландии: лидером «английской» партии стал второй муж королевы граф Ангус, с которым она с 1517 года находилась в крайне плохих отношениях и инициировала процедуру развода. В 1524 году, вступив в союз с графом Арраном, Маргарита стала участницей смещения Олбани и вновь получила пост регента Шотландии. Однако граф Ангус захватил короля Якова V и оттеснил королеву и Аррана от управления страной. Несмотря на то, что большая часть шотландской знати отказала Ангусу в поддержке, ему удавалось на протяжении трёх лет сохранять власть в Шотландии. Тем временем завершился развод королевы, и она вышла замуж — на этот раз за Генри Стюарта, позднее ставшего лордом Метвеном.

### Маргарита и Яков V
Весной 1528 года Маргарита организовала побег Якова V из Эдинбурга, где он содержался под надзором Ангуса. Молодой король прибыл в Стерлинг, крепость своей матери. Вскоре в Стерлинге собрались все крупнейшие шотландские бароны, которые организовали ополчение и изгнали Ангуса из страны. После начала самостоятельного правления Якова V королева одно время оставалась в составе королевского совета, но постепенно отношения с сыном осложнились: король заподозрил мать в участии в заговоре, организованном Генрихом VIII с целью захвата Якова V. Отказ короля дать согласие на развод матери с её третьим мужем также не способствовал улучшению отношений.
Маргарита Тюдор скончалась 18 октября 1541 года в замке Метвен. Она была похоронена в королевском склепе картезианского монастыря в Перте. Правнук Маргариты, король Шотландии Яков VI Стюарт, унаследовавший её права на английский престол, в 1603 году стал королём Англии после смерти последней из дочерей Генриха VIII, Елизаветы I Тюдор.

### Браки и дети
- (1503) Яков IV Стюарт, король Шотландии

Джеймс (1507—1508), герцог Ротсей;
Дочь (1508);
Артур (1509—1510), герцог Ротсей и герцог Олбани;
Яков V (1512—1542), король Шотландии с 1513 года;
Дочь (1512);
Александр (1514—1515), герцог Росс.
- (1514, разв. 1527) Арчибальд Дуглас, 6-й граф Ангус

Маргарита (1515—1578), замужем (1544) за Мэтью Стюартом, 4-м графом Ленноксом. Их сын — Генри Стюарт, лорд Дарнли, второй супруг королевы Марии Стюарт.
- (1528) Генри Стюарт, лорд Метвен

Доротея (умерла молодой).

### В кино
- В телесериале «Тюдоры» (2007—2010) роль Маргарет Тюдор исполнила британская актриса Габриэль Анвар.
- В телесериале «Испанская принцесса» (2019—2020) роль Маргарет исполнила британская актриса Джорджи Хэнли.